# Limnologie

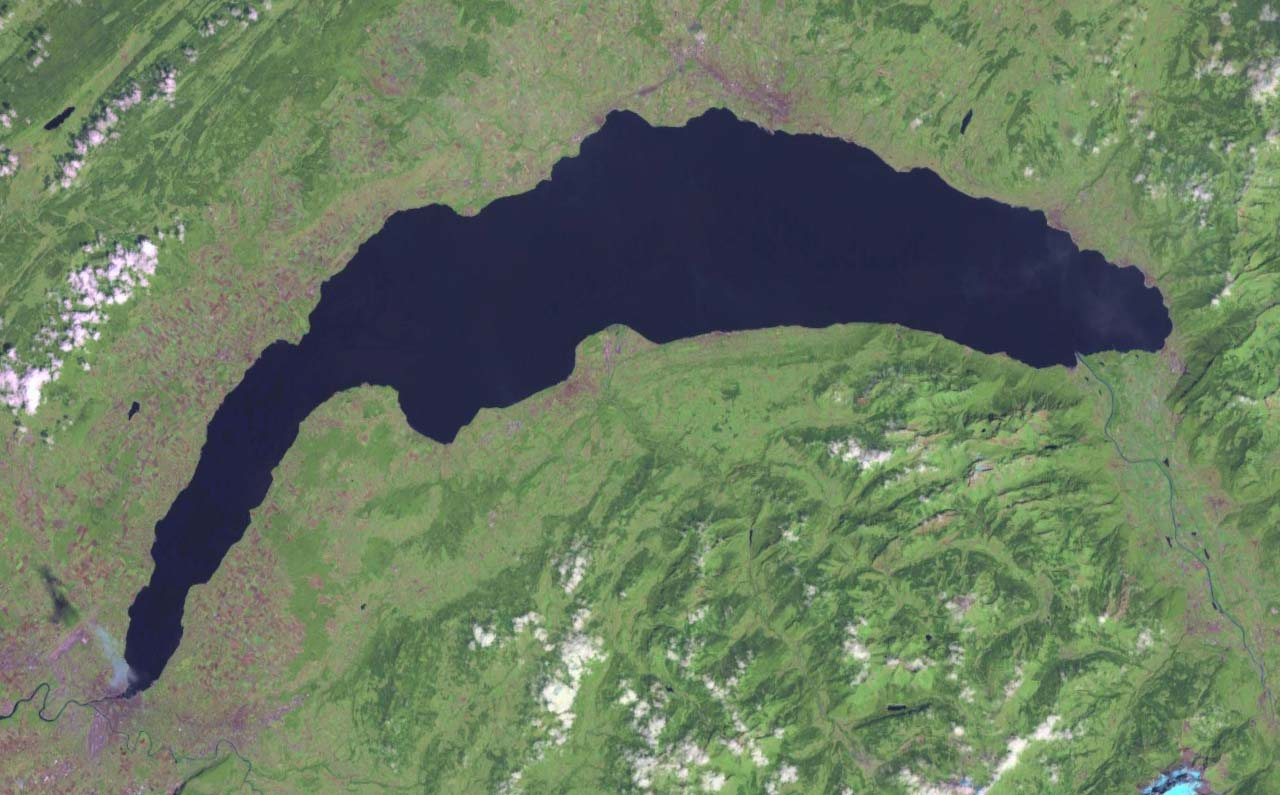
Ženevské jezero

Limnologie (slovo pochází z řeckého Λίμνη [limne]) je věda o kontinentálních vodních útvarech s pomalou výměnou vody. Jedná se především o jezera a přehrady. Zahrnuje celý komplex geologických, fyzikálních, chemických a biologických procesů, které v nich probíhají. Patří mezi geografické vědy. Využívá metody hydrobiologie, hydrochemie, hydrofyziky, geomorfologie, geobotaniky a meteorologie. Hlavním úkolem je komplexní zkoumání vývoje těchto vodních útvarů, procesů, které v nich a jejich povodích probíhají a jejich vzájemných vazeb, které způsobují jedinečnost jednotlivých jezer a přehrad a jejich vodních režimů.

## Předmět studia
Limnologie studuje:
- původ, rozměry, strukturu a přetváření kotlin a břehů jezer a přehrad,
- strukturu a skladbu usazenin na jejich dnech,
- fyzikální a chemické vlastnosti vody v celém povodí, její strukturu a dynamiku,
- vodní a tepelnou bilanci, kolísání úrovně hladiny,
- pohyb vody (vlnění, proudění, slapové jevy, vlny s dlouhou periodou (sejši), konvektivní a dynamické promíchávání vody),
- výskyt a vlastnosti ledové pokrývky,
- skladbu, koncentraci a bilanci rozpuštěných minerálních a organických látek,
- sezónní cykly rozvoje a vzájemného působení vodních organismů (plankton), jejich produktivitu a roli při přeměně organických látek a
- vliv jezer na proces odtoku vody.

## Význam
Spolu s výzkumem velkých a hospodářsky důležitých jezer a přehrad má velkou hodnotu také průzkum, jehož cílem je typizace a klasifikace velkého množství malých vodních ploch.
Údaje o stratigrafii jezerních usazenin a kolísání úrovně hladiny se využívají k výzkumu změn podnebí a koloběhu vody mezi oceány a pevninami v minulých epochách.

## Metody
V limnologii se využívají materiály z pozorování na expedicích, jezerních stanicích, stavidlech, hydrometeorologických pozorovatelnách. Data se získávají leteckým mapováním, elektrometrickou, fotometrickou, izotopovou a dalšími přesnými měřícími metodami, komplexním hydrologickým, hydrochemickým a hydrobiologickým měřením jezer a přehrad a také fyzikálním a matematickým modelováním procesů, jež se v nich odehrávají.